# 本田英作

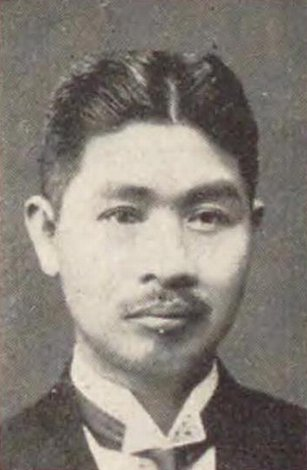
本田英作

本田 英作（ほんだ えいさく、1885年（明治18年）4月18日 - 1948年（昭和23年）10月4日）は、衆議院議員（立憲民政党→日本自由党）、弁護士。

## 経歴
長崎市出身。1909年（明治42年）、東京帝国大学法科大学英法科を卒業。司法官試補を経て、鹿児島地方裁判所や長崎地方裁判所で判事を務めた。退官後は弁護士事務所を開業し、長崎市会議員を3期、長崎県会議員を2期務めた。
1928年（昭和3年）の第16回衆議院議員総選挙に出馬し、当選。第19回・第20回でも再選された。
戦後の1946年（昭和21年）、第22回衆議院議員総選挙で当選。第23回でも再選された。その間、第1次吉田内閣で外務政務次官に就任した。衆議院議員在職中の1948年10月に死去した。